# Élections sénatoriales de 2020 en Haute-Corse
Les élections sénatoriales en Haute-Corse ont lieu le dimanche 27 septembre 2020. Elles ont pour but d'élire le sénateur représentant le département au Sénat pour un mandat de six ans.

## Contexte départemental
Lors des élections sénatoriales de 2014 en Haute-Corse, Joseph Castelli a été élu sénateur.
Depuis, tous les effectifs du collège électoral des grands électeurs ont été renouvelés, avec les élections départementales de 2015, les élections territoriales de 2017 en Corse, les élections législatives de 2017 et les élections municipales de 2020.

## Sénateur sortant
| Sénateur | Sénateur        | Parti | Fonctions lors de l'élection en 2014 |
| -------- | --------------- | ----- | ------------------------------------ |
|          | Joseph Castelli | MR    | Président du conseil général         |

## Présentation des candidats et des suppléants
Le nouveau représentant est élu pour une législature de 6 ans au suffrage universel indirect par les 600 grands électeurs du département. En Haute-Corse, le sénateur est élu au scrutin majoritaire à deux tours. Le nombre reste inchangé, un sénateur est à élire. Il y aura plusieurs candidats dans le département, chacun avec un suppléant.
| N°  | Candidats | Candidats                    | Parti | Principales fonctions                                    |
| --- | --------- | ---------------------------- | ----- | -------------------------------------------------------- |
| T 1 |           | Simon Venturini              | CL    | Maire d'Alzi                                             |
| s 1 |           | Virginie Albertini           | CL    |                                                          |
|     |           |                              |       |                                                          |
| T 2 |           | Philippe Peretti             | PS    | Adjoint au maire de Bastia                               |
| s 2 |           | Marie-Dominique Andréani     | PS    |                                                          |
|     |           |                              |       |                                                          |
| T 3 |           | Paul-Toussaint Parigi        | FaC   | Conseiller territorial, maire de Santa-Lucia-di-Mercurio |
| s 3 |           | Livia Ceccaldi Volpei        | FaC   |                                                          |
|     |           |                              |       |                                                          |
| T 4 |           | Jean-Marie Seité             | DVD   | Maire de Galeria                                         |
| s 4 |           | Charlotte Terrighi           | DVD   | Maire de Vignale                                         |
|     |           |                              |       |                                                          |
| T 5 |           | Jean-Simon Savelli           | DVD   |                                                          |
| s 5 |           | Monique Petrignani Emanuelli | DVD   |                                                          |
|     |           |                              |       |                                                          |

## Résultats
| Candidats                | Candidats                | Parti                    | Nuance                   | Premier tour | Premier tour | Second tour | Second tour |
| Candidats                | Candidats                | Parti                    | Nuance                   | Voix         | %            | Voix        | %           |
| ------------------------ | ------------------------ | ------------------------ | ------------------------ | ------------ | ------------ | ----------- | ----------- |
|                          | Paul-Toussaint Parigi    | FaC                      | REG                      | 279          | 50,00        | 328         | 58,78       |
|                          | Jean-Marie Seité         | SE                       | DVD                      | 198          | 35,48        | 230         | 41,22       |
|                          | Simon Venturini          | CL                       | REG                      | 43           | 7,71         | Retrait     | Retrait     |
|                          | Jean-Simon Savelli       | SE                       | DVD                      | 20           | 3,58         | Retrait     | Retrait     |
|                          | Philippe Peretti         | PS                       | SOC                      | 18           | 3,23         | Retrait     | Retrait     |
|                          |                          |                          |                          |              |              |             |             |
| Votes valides            | Votes valides            | Votes valides            | Votes valides            | 558          | 97,55        | 558         | 97,72       |
| Votes blancs             | Votes blancs             | Votes blancs             | Votes blancs             | 8            | 1,40         | 8           | 1,40        |
| Votes nuls               | Votes nuls               | Votes nuls               | Votes nuls               | 6            | 1,05         | 5           | 0,88        |
| Total                    | Total                    | Total                    | Total                    | 572          | 100          | 571         | 100         |
| Abstention               | Abstention               | Abstention               | Abstention               | 3            | 0,52         | 4           | 0,70        |
| Inscrits / participation | Inscrits / participation | Inscrits / participation | Inscrits / participation | 575          | 99,48        | 575         | 99,30       |